# Atelesia nervosa
Atelesia nervosa är en fjärilsart som beskrevs av Jordan 1930. Atelesia nervosa ingår i släktet Atelesia och familjen bastardsvärmare. Inga underarter finns listade i Catalogue of Life.